# Álex López Laz
Alejandro López Laz, detto Álex (San Cristóbal de La Laguna, 8 maggio 1991), è un cestista spagnolo.

## Palmarès
- Coppa Intercontinentale: 1

Canarias: 2020